# Пам'ятки історії Ямпільського району (Сумська область)
У Ямпільському районі Сумської області на обліку перебуває 53 пам'ятки історії.
| №  | Назва | Охоронний номер | Місце                                                                                  |
| -- | --- | --------------- | -------------------------------------------------------------------------------------- |
| 1  | Братська могила радянських воїнів                                                                                     | 1248            | смт Ямпіль, центр селищної ради, центр селища                                          |
| 2  | Могила Ошомока С. О., який загинув у Афганістані                                                                      | н/д             | смт Ямпіль, центр селищної ради, центральне кладовище                                  |
| 3  | Будинок, у якому відбувся V з'їзд Рад Ямпільської волості                                                             | 1277            | смт Ямпіль, вул. Боженка, 48                                                           |
| 4  | Братська могила радянських воїнів та пам'ятник воїнам-землякам                                                        | 1250            | с. Антонівка, центр сільради, центр села                                               |
| 5  | Могила Кусовського П. І.- партизана                                                                                   | 1269            | с. Антонівка, центр сільради, центр села                                               |
| 6  | Група братських могил радянських воїнів та пам'ятник воїнам-землякам                                                  | 1251            | с. Білиця, центр сільради, центр села                                                  |
| 7  | Група братських могил та пам'ятник воїнам-землякам                                                                    | н/д             | с. Білиця, центр сільради, 1,5 км від центра села в лісі                               |
| 8  | Братська могила радянських воїнів                                                                                     | 1252            | с. Воздвиженське, центр сільради, біля школи-інтернату                                 |
| 9  | Могила Неплюєва М. М. — громадського діяча і педагога, засновника Хрестовоздвиженського братства                      | н/д             | с. Воздвиженське, центр сільради, кладовище                                            |
| 10 | Братська могила радянських воїнів та Рижкова І. І. — партизана                                                        | 1253            | с. Грем'ячка, Воздвиженська сільрада, центр                                            |
| 11 | Могила Вовк Віри — юної партизанки                                                                                    | н/д             | с. Грем'ячка, Воздвиженська сільрада, кладовище                                        |
| 12 | Могила Шуляка О. С., який загинув у Афганістані                                                                       | н/д             | с. Грем'ячка, Воздвиженська сільрада, кладовище                                        |
| 13 | Братська могила учасників громадянської війни                                                                         | 1257            | с. Дорошівка, центр сільради, кладовище                                                |
| 14 | Братська могила учасників громадянської війни                                                                         | 1256            | м. Дружба, вул. Гнибіди                                                                |
| 15 | Група братських (6) та індивідуальних (2) могил військовополонених, жертв фашизму та радянських воїнів                | 1254            | м. Дружба, сквер цукрорафінадного заводу                                               |
| 16 | Братська могила радянських воїнів                                                                                     | 1255            | м. Дружба, вул. Кооперативна                                                           |
| 17 | Могила Павленко В. Т. — партизанки                                                                                    | н/д             | м. Дружба, центральне кладовище                                                        |
| 18 | Могила Артеменка В. М., який загинув у Афганістані                                                                    | н/д             | м. Дружба, центральне кладовище                                                        |
| 19 | Могила Мокрушина А. Г., який загинув у Афганістані                                                                    | н/д             | м. Дружба, центральне кладовище                                                        |
| 20 | Михайлівський цукрорафінадний завод                                                                                   | н/д             | м. Дружба, вул. Леніна, 13                                                             |
| 21 | Братська могила радянських воїнів                                                                                     | 1270            | с. Зорине, Микитівська сільрада, кладовище                                             |
| 22 | Братська могила радянських воїнів та партизанів                                                                       | 1258            | с. Імшана, Ямпільська селищна рада, центр                                              |
| 23 | Братська могила радянських воїнів                                                                                     | 1259            | с. Княжичі, центр сільради, центр села                                                 |
| 24 | Будинок, в якому розміщувався штаб партизанського загону «За Родину»                                                  | 1764            | с. Ломленка, Марчихинобудська сільрада, центр                                          |
| 25 | Братська могила радянських воїнів та пам'ятник воїнам-землякам                                                        | 1260            | с. Марчихина Буда, центр сільради, центр села                                          |
| 26 | Могила Корзуліна В. І. — радянського воїна                                                                            | н/д             | с. Марчихина Буда, центр сільради, кладовище                                           |
| 27 | Могила радянського воїна                                                                                              | н/д             | с. Марчихина Буда, центр сільради, кладовище                                           |
| 28 | Могила радянського воїна                                                                                              | н/д             | с. Марчихина Буда, центр сільради, кладовище                                           |
| 29 | Братська могила радянських воїнів                                                                                     | 1261            | с. Микитівка, центр сільради, центр села                                               |
| 30 | Братська могила радянських воїнів                                                                                     | 1262            | с-ще Неплюєве, Ямпільська селищна рада, 40 м від залізничної станції                   |
| 31 | Місце вчинення першого диверсійного акту партизанським загоном «За Родину»                                            | 1767            | с-ще Неплюєве, Ямпільська селищна рада, 0,8 км від залізничної станції                 |
| 32 | Могила Дарики М. І. — підпільника                                                                                     | н/д             | с. Окіп, Воздвиженська сільрада, кладовище                                             |
| 33 | Братська могила радянських воїнів та пам'ятник воїнам-землякам                                                        | 1263            | с. Орлівка, центр сільради, кладовище                                                  |
| 34 | Будинок, у якому народився Головач Я. П. — Герой Радянського Союзу                                                    | 1903            | с. Паліївка, центр сільради, вул. Головача, 29                                         |
| 35 | Могила радянського воїна та пам'ятник воїнам-землякам                                                                 | 1769            | с. Радіонівка, Марчихинобудська сільрада, центр                                        |
| 36 | Могила радянського воїна                                                                                              | н/д             | с. Радіонівка, Марчихинобудська сільрада, праворуч від дороги до хут. Новомикитинський |
| 37 | Могила радянського воїна                                                                                              | н/д             | с. Ржане, Орлівська сільрада, кладовище                                                |
| 38 | Могила Товстухи М. В., який загинув у Афганістані                                                                     | н/д             | с. Ржане, Орлівська сільрада, кладовище                                                |
| 39 | Місце, де відбувалися мітинги під час революцій 1905, 1906 років та Лютневої 1917 року                                | 1777            | смт Свеса, центр селищної ради, урочище Синя Криниця                                   |
| 40 | Братська могила радянських воїнів                                                                                     | 1264            | смт Свеса, центр селищної ради, територія лісорозсадника                               |
| 41 | Братська могила радянських воїнів та пам'ятник воїнам-землякам                                                        | н/д             | смт Свеса, центр селищної ради, центр                                                  |
| 42 | Братська могила радянських воїнів                                                                                     | 1774            | смт Свеса, центр селищної ради, у лісі                                                 |
| 43 | Братська могила партизанів                                                                                            | н/д             | смт Свеса, центр селищної ради, кладовище «Першотравневе»                              |
| 44 | Могила Журавльова Д. Г. — повного кавалера ордена «Слава»                                                             | н/д             | смт Свеса, центр селищної ради, кладовище                                              |
| 45 | Братська могила радянських воїнів та пам'ятник воїнам-землякам                                                        | 1265            | с. Степне, центр сільради, центр села                                                  |
| 46 | Будинок, у якому розміщувався військовий Ревком на чолі з уповноваженим Народного Секретаріату України Боженком В. Н. | 1278            | с. Степне, центр сільради, центр села                                                  |
| 47 | Братська могила радянських воїнів                                                                                     | 1266            | с. Усок, центр сільради, центр села                                                    |
| 48 | Братська могила радянських воїнів                                                                                     | н/д             | с. Усок, центр сільради, у лісосмузі                                                   |
| 49 | Братська могила радянських воїнів та пам'ятник воїнам-землякам                                                        | 1267            | с. Чуйківка, центр сільради, центр села                                                |
| 50 | Місце загибелі Яніна К. — юного піонера                                                                               | 1772            | с. Чуйківка, центр сільради, околиця села                                              |
| 51 | Могила Яніна К. — юного піонера                                                                                       | 1771            | с. Чуйківка, центр сільради, кладовище                                                 |
| 52 | Братська могила партизанських родин                                                                                   | н/д             | с. Чуйківка, центр сільради, околиця села, урочище Ляді                                |
| 53 | Братська могила радянських воїнів                                                                                     | 1268            | с. Шатрище, центр сільради, центр села                                                 |
|    | |                 |                                                                                        |